# Bereg (wieś)
Bereg (cyr. Берег) – wieś w Bośni i Hercegowinie, w Republice Serbskiej, w mieście Sarajewo Wschodnie, w gminie Sokolac. W 2013 roku liczyła 2 mieszkańców.